# Droga wojewódzka 740
Die Droga wojewódzka 740 (DW 740) ist eine 31 Kilometer lange Droga wojewódzka (Woiwodschaftsstraße) in der polnischen Woiwodschaft Masowien, die Potworów mit Radom verbindet. Die Strecke liegt im Powiat Przysuski, im Powiat Radomski und in der kreisfreien Stadt Radom.

## Streckenverlauf
Woiwodschaft Masowien, Powiat Przysuski
-  Potworów (DK 48, DW 729)
- Grabowa

Woiwodschaft Masowien, Powiat Radomski
- Wola Wrzeszczowska
- Wrzeszczów
- Dęba
- Żerdź
- Podgajek
-  Przytyk (DW 732)
- Zakrzewska Wola
-  Zakrzew (DW 733)
- Mleczków
- Milejowice
- Bielicha

Woiwodschaft Masowien, Kreisfreie Stadt Radom
-  Radom (S 7, DK 7, DK 9, DK 12, DW 737, DW 744)